# Aubrey Simons
Aubrey Simons (* 1921; † 14. Mai 2014 in Bristol) war ein englischer Tischtennisspieler, der an acht Weltmeisterschaften teilnahm und dabei sechs Medaillen gewann. 1953 gehörte er der englischen Weltmeistermannschaft an.

## Erfolge
Von 1948 bis 1955 nahm Aubrey Simons an acht Weltmeisterschaften teil. 1953 wurde er mit der englischen Mannschaft Weltmeister. Daraufhin wurde er in der ITTF-Weltrangliste auf Platz vier geführt.
Ein Jahr vorher, 1952, stand er bereits im Mannschafts-Endspiel, das gegen Ungarn verloren ging. Hinzu kommen drei Bronzemedaillen mit dem Team, nämlich 1949, 1950 und 1954. Mit der Schottin Helen Elliot wurde er 1955 Zweiter im Mixed.
Bei der Europameisterschaft 1964 erreichte er im Doppel das Viertelfinale.
Insgesamt 164 mal wurde Aubrey Simons in die Nationalmannschaft berufen.

## Privat
Im Juni 1952 heiratete Aubrey Simons, der Sohn eines Metzgers, Jeanne K.M.Prowse. Neben dem Tischtennissport betrieb er noch Cricket, Golf und Snooker. Er arbeitete bei einem Sportartikelhersteller.

## Turnierergebnisse
| Verband | Veranstaltung       | Jahr | Ort       | Land | Einzel     | Doppel        | Mixed         | Team |
| ------- | ------------------- | ---- | --------- | ---- | ---------- | ------------- | ------------- | ---- |
| ENG     | Europameisterschaft | 1964 | Malmö     | SWE  |            | Viertelfinale |               |      |
| ENG     | Weltmeisterschaft   | 1955 | Utrecht   | NED  | letzte 256 | letzte 64     | Silber        |      |
| ENG     | Weltmeisterschaft   | 1954 | Wembley   | ENG  | letzte 64  | letzte 32     | letzte 32     | 3    |
| ENG     | Weltmeisterschaft   | 1953 | Bukarest  | ROU  | letzte 32  | Viertelfinale | letzte 32     | 1    |
| ENG     | Weltmeisterschaft   | 1952 | Bombay    | IND  | Scratched  | keine Teiln.  | keine Teiln.  | 2    |
| ENG     | Weltmeisterschaft   | 1951 | Wien      | AUT  | letzte 64  | Viertelfinale | letzte 32     | 4    |
| ENG     | Weltmeisterschaft   | 1950 | Budapest  | HUN  | letzte 32  | letzte 32     | Viertelfinale | 3    |
| ENG     | Weltmeisterschaft   | 1949 | Stockholm | SWE  | letzte 32  | letzte 32     | letzte 64     | 3    |
| ENG     | Weltmeisterschaft   | 1948 | Wembley   | ENG  | letzte 16  | letzte 32     | letzte 16     |      |